# 瑞维西站
瑞维西站是法国的一个铁路车站，位于法国城市奥尔日河畔瑞维西，距离巴黎以南大约20公里，属于法兰西岛公共交通第四收费区（法語：Zone 4）。

## 位置
瑞维西站位于奥尔日河畔瑞维西市区的东部，塞纳河左岸。瑞维西站是一个三岔口形（即"人"字形）的车站，东、南、西三侧均可进出车站，并都有配套的公交车站等设施。主站房位于三岔口南侧。省道D29线跨线桥上跨整个瑞维西站，并设有一处出入口连接主站房一侧。

## 站台设置
| 东南↑ |                      |                                                |  |
| 11道  |                      | 科尔贝伊-埃松/默伦/马勒塞布方向→               |  |
|       | 岛式                 |                                                |  |
| 12道  |                      | ←巴黎/克雷伊方向                               |  |
| 15道  |                      | （始发/终到）                                  |  |
|       | 岛式                 |                                                |  |
| 16道  |                      | （始发/终到）                                  |  |
| 18道  |                      | （始发/终到）                                  |  |
|       | 岛式                 |                                                |  |
| 7道   |                      | （始发/终到）                                  |  |
| 5道   |                      | （始发/终到）                                  |  |
|       | 岛式                 |                                                |  |
| 3道   |                      | 埃唐普/杜尔当/凡尔赛尚捷方向→                  |  |
| 1道   |                      | 巴黎－波尔多铁路（下行方向通过线）→            |  |
|       | 岛式（不对公众开放） |                                                |  |
| 2道   |                      | ←巴黎－波尔多铁路（上行方向通过线）            |  |
| 4道   |                      | ←巴黎/蓬图瓦兹/凡尔赛城堡/伊夫林地区圣康坦方向 |  |
|       | 岛式                 |                                                |  |
| 6道   |                      | ←巴黎/蓬图瓦兹/凡尔赛城堡/伊夫林地区圣康坦方向 |  |
|       |                      | 存车线                                         |  |
| 西北↓ |                      |                                                |  |

## 历史
瑞维西站建于1843年，最初为巴黎－科尔贝伊-埃松铁路线上的一个小型车站，后来修建的"巴黎－波尔多铁路"以瑞维西站作为起点并通过扩建既有线连接巴黎市区。瑞维西站也因此成为巴黎南部重要的铁路咽喉。
1910年，因塞纳河洪水造成巴黎市区部分地区被淹，瑞维西站曾一度成为长途列车的起点站。
1979年，RER C建成；1995年，RER D。瑞维西站成为巴黎南部最重要的通勤车站之一。2015年客流总数达3342.6万人次，在法国铁路车站中排名第七，也是巴黎市区以外人流量最大的法国铁路车站。
2007年至2016年间，瑞维西站还停靠一对往返于里尔和布里夫拉盖亚尔德的TGV列车，但因客流不足而最终于2016年5月30日停运。

## 设施
瑞维西站的所有进站口附近均设有自动售票机，并设有闸机，乘客需持有纸质车票或通勤卡（法語：Navigo）方可进入站台。人工售票窗口设于车站南侧出口的主站房内，全年开放。

## 停靠线路
以下列车线路在瑞维西站停靠：
| 瑞维西站列车线路表                       |                                    |           |                           |                   |
| 起点                                     | 上一站                             | 线路      | 下一站                    | 终点              |
| 凡尔赛城堡                               | 阿蒂斯蒙斯                         | [T] · (C) | （终点）                  | （终点）          |
| 凡尔赛城堡                               | 阿蒂斯蒙斯                         | [T] · (C) | 奥尔日河畔萨维尼          | 凡尔赛尚铁        |
| 伊夫林地区圣康坦                         | 弗朗索瓦·密特朗图书馆              | [T] · (C) | 奥尔日河畔萨维尼/布雷蒂尼 | 圣马丹埃唐普      |
| 伊夫林地区圣康坦                         | 弗朗索瓦·密特朗图书馆              | [T] · (C) | 奥尔日河畔萨维尼/布雷蒂尼 | 杜尔当/杜尔当森林 |
| 蒙蒂尼-博尚                              | 弗朗索瓦·密特朗图书馆              | [T] · (C) | 奥尔日河畔萨维尼          | 布雷蒂尼          |
| 蒙蒂尼-博尚                              | 弗朗索瓦·密特朗图书馆/舒瓦西勒鲁瓦 | [T] · (C) | 布雷蒂尼                  | 杜尔当/杜尔当森林 |
| 克雷伊/欧里拉维勒-夸/维利耶勒贝勒-戈内斯 | 塞纳河畔维尼厄                     | [T] · (D) | 维里-沙蒂永               | 科尔贝伊-埃松     |
| 维利耶勒贝勒-戈内斯                      | 塞纳河畔维尼厄                     | [T] · (D) | 格里尼中央                | 马勒塞布          |
| 维利耶勒贝勒-戈内斯                      | 塞纳河畔维尼厄                     | [T] · (D) | 维里-沙蒂永               | 默伦              |
| （起点）                                 | （起点）                           | [T] · (D) | 维里-沙蒂永               | 默伦              |

## 配套交通

### 长途客车
| 停靠瑞维西站的大巴车       |          | |
| 上下车地点                 | 运营单位 | 主要线路及目的地 |
| Gare routière 瑞维西汽车站 | (N)      | N131 巴黎 · 奥利 · 奥尔日河畔萨维尼 · 奥尔日河畔埃皮奈 · 圣热讷维耶沃代布瓦 · 奥尔日河畔圣米歇尔 · 奥尔日河畔布雷蒂尼 N133 巴黎 · 塞纳河畔伊夫里 · 塞纳河畔维特里 · 蒂艾 · 塞纳河畔阿布隆 · 阿蒂斯蒙斯 N135 圣乔治新城 · 德拉韦伊 · 塞纳河畔维尼厄 · 格里尼 · 埃夫里 · 科尔贝伊-埃松 N144 巴黎 · 奥利 · 格里尼 · 里斯-奥朗日斯 · 科尔贝伊-埃松 |
| Gare routière 瑞维西汽车站 | Car SNCF | 当某条大区快铁线施工或罢工时，SNCF可能会提供途径该线路沿途站点的大巴车 |
| 1. 2.                      |          | |

### 城市公共交通
| 瑞维西站附近的市内公共交通线路          |              |                          | |
| 公交车站名称                            | 位置         | 运营单位                 | 停靠线路 |
| 瑞维西汽车站                            | 瑞维西站东侧 | 凯奥雷斯 (塞纳-马恩河谷) | 10 奥尔日河畔瑞维西-瑞维西站 ↔ 阿蒂斯蒙斯-下原 |
| 瑞维西汽车站                            | 瑞维西站东侧 | 塞纳-塞纳尔公交          | 191.100 兰日斯-兰日斯批发市场 ↔ 耶尔-快铁站 11L 奥尔日河畔瑞维西-瑞维西汽车站 ↔ 德拉韦伊-圣于贝尔羊圈 12 奥尔日河畔瑞维西-瑞维西汽车站 ↔ 德拉韦伊-圣于贝尔羊圈 13 奥尔日河畔瑞维西-瑞维西汽车站 ↔ 德拉韦伊-圣于贝尔羊圈 14 奥尔日河畔瑞维西-瑞维西汽车站 ↔ 德拉韦伊-圣于贝尔羊圈 16 奥尔日河畔瑞维西-瑞维西汽车站 ↔ 德拉韦伊-圣于贝尔羊圈 17 奥尔日河畔瑞维西-瑞维西汽车站 ↔ 德拉韦伊-约弗尔医院 18 奥尔日河畔瑞维西-瑞维西汽车站 ↔ 塞纳河畔维尼厄-快铁站 19 奥尔日河畔瑞维西-瑞维西汽车站 ↔ 塞纳河畔维尼厄-快铁站 LM2 奥尔日河畔瑞维西-瑞维西汽车站 ↔ 蒙热龙-高级中学 LP2 奥尔日河畔瑞维西-瑞维西汽车站 ↔ 德拉韦伊-纳达尔职高 RD 奥尔日河畔瑞维西-瑞维西汽车站 ↔ 德拉韦伊-圣于贝尔羊圈 |
| Juvisy RER 快铁瑞维西站                 | 瑞维西站西侧 | 巴黎城市公共交通         | 285 奥尔日河畔瑞维西-快铁瑞维西站 ↔ 阿蒂斯蒙斯-埃松门 385 奥尔日河畔瑞维西-快铁瑞维西站 ↔ 奥尔日河畔埃皮奈-快铁站 399 奥尔日河畔瑞维西-快铁瑞维西站 ↔ 马西-快铁马西-帕莱索站 486 奥尔日河畔瑞维西-快铁瑞维西站 ↔ 阿蒂斯蒙斯-埃松门 487 奥尔日河畔瑞维西-快铁瑞维西站 ↔ 阿蒂斯蒙斯-埃松门 488 奥尔日河畔瑞维西-快铁瑞维西站 ↔ 阿蒂斯蒙斯-德厄东广场 |
| Juvisy RER 快铁瑞维西站                 | 瑞维西站西侧 | (N)                      | N22 巴黎-沙特雷 ↔ 奥尔日河畔瑞维西-大市场 |
| Juvisy Gare Condorcet 瑞维西站 孔多尔塞 | 瑞维西站内侧 | 凯奥雷斯 (梅耶)          | DM3A 奥尔日河畔瑞维西-瑞维西站孔多尔塞 ↔ 维里-沙蒂永-弗朗索瓦·密特朗 DM3B 奥尔日河畔瑞维西-瑞维西站孔多尔塞 ↔ 维里-沙蒂永-维克托·舍尔歇 DM4 奥尔日河畔瑞维西-瑞维西站孔多尔塞 ↔ 维里-沙蒂永-拉特雷伊 DM5 奥尔日河畔瑞维西-瑞维西站孔多尔塞 ↔ 圣热讷维耶沃-德布瓦-白架工业区 |
| 1. 2. 3. 4.                             |              |                          | |

### 社会车辆
瑞维西站三个方向均设有社会车辆停车场，但因周边建筑物限制，车位数量较少。

## 临近车站
| 瑞维西站（Gare de Juvisy）     |                        |                            |
| 上行车站                       | 线路                   | 下行车站                   |
| 阿蒂斯蒙斯站 3km ←             | 巴黎－波尔多铁路       | 奥尔日河畔萨维尼站 ⇒ 2.7km |
| 瓦朗通站（编组站） 10km ←      | 巴黎大环线铁路         | 奥尔日河畔萨维尼站 ⇒ 2.7km |
| 塞纳河畔维尼厄站 3.3km ←       | 圣乔治新城－蒙塔日铁路 | 维里-沙蒂永站 → 1.6km      |
| - 本表仅显示运营中的线路及车站 |                        |                            |